# 中国国立交響楽団
中国国立交響楽団（ちゅうごくこくりつこうきょうがくだん、簡体字中国語: 中国交响乐团、英語: China National Symphony Orchestra、英文略称：CNSO）は、中国北京市に本拠を置く中国の国立オーケストラである。中国国家交響楽団とも呼ばれる。

## 概要
1956年に指揮者李徳倫を音楽監督として発足した中国中央フィルハーモニック管弦楽団 (英語: Central Philharmonic Orchestra of China、英文略称：CPOC) を母体に、1996年に再編され、中国国立交響楽団へ改称された。
中央フィル時代から、ユージン・オーマンディ、ヘルベルト・フォン・カラヤン、ロリン・マゼール、クルト・マズア、小澤征爾、ゲンナジー・ロジェストヴェンスキー
、シャルル・デュトワなどの著名指揮者を迎えるなどして実力を高め、1998年にはヨーロッパツアーを行っている。
1996年の楽団再編後、芸術監督の在任期間はいずれも短期間だったが、ブザンソン国際青年指揮者コンクールで第2位となった李心草 (リー・サンシオ) が長らく常任指揮者を務め、北京での定期公演のほか、国内各地での活動、自国の現代作品の紹介も行った。

## 歴代芸術監督・常任指揮者等
- 除佐鍠 (Zuchuang Chen) (1996年～2000年)
- 湯沐海 (Muhai Tang) (2000年～2001年)
- 邵恩 (En Shao)（2006年～2007年)
- ミシェル・プラッソン（2010年～不明) 首席指揮者
  - 常任指揮者として李心草 (Li Ximcao :リー・シンサオ) (1996年～2022年)
- 水蘭(シュイ・ラン)（2024年～ )[4]